# Беловы
Беловы — дворянские роды.
Множество дворянских родов, но утверждены в древнем дворянстве лишь два рода.
Первый — происходящий от Никиты Белова и от сыновей: Дмитрия и Антипа, верстанного поместьем в 1629 году, и записанный в VI часть родословной книги Симбирской губернии.
Второй — от Фомы Белова и его сына Михаила, верстанного поместьем в 1642 году, и записанный в VI часть родословной книги Курской губернии.
Бархатна Книга. Родословная книга князей и дворян Российских и выезжих. Москва — 1787 г. Глава 30, Род Внуковых … (161) … упоминается некто Александр Белов у него дети: Василий и Пётр.
По губерниям Российской империи упоминаются списки дворянских родов, внесенных в родословную книгу, значатся Рода — Беловы:
1. КАЛУЖСКОЕ дворянство/губерния: — Беловы;
2. КИЕВСКОЕ дворянство/губерния: — Беловы;
3. КУРСКОЕ дворянство/губерния: — Беловы(2*);
4. ЛИФЛЯНДСКОЕ дворянство: — Беловы/v. Below (B.1797d);
5. МОСКОВСКОЕ дворянство/губерния (список дворянских родов, утверждённых Департаментом Герольдии Правительствующего сената до 1894 года): — Беловы;
6. ОРЕНБУРГСКОЕ дворянство/губерния: — Беловы;
7. ПЕНЗЕНСКОЕ дворянство/губерния (список дворян, внесенных в родословную книгу к 1 января 1908 года): — Беловы;
8. ПОЛТАВСКОЕ дворянство/губерния (по изданию Полтавского дворянского депутатского собрания 1898 года): — Белов;
9. ПСКОВСКОЕ дворянство/губерния: — Беловы;
10. САРАТОВСКОЕ дворянство/губерния (по Родословной книге Саратовского дворянского депутатского собрания): — Беловы;
11. СИМБИРСКОЕ дворянство/губерния (по Списку дворянским родам Симбирской родословной книги 1781—1909 г.г.): — Беловы;
12. ТАВРИЧЕСКОЕ дворянство/губерния (список дворянских родов, утверждённых Департаментом Герольдии Правительствующего сената до 1894 года): — Беловы;
13. ТАМБОВСКОЕ дворянство/губерния: — Белов;
14. ЧЕРНИГОВСКОЕ дворянство/губерния (список дворянских родов во 2-й части [Роды военного дворянства]): — Беловы.

## Немецкие роды фон Беловых
Немецкие роды фон Беловых происходят из Мекленбурга и
Померании.
Известными представителями немецких родов фон Беловых являются:
- Белов, Георг фон (1858—1927) — немецкий историк.
- Белов, Герд-Пауль фон (1892—1953) — немецкий генерал, участник первой и второй мировых войн, кавалер Рыцарского креста.
- Белов, Николаус фон — адъютант Гитлера по Люфтваффе (1937—1945), лётчик.
- Белов, Отто фон (1857—1944) — германский военный деятель, генерал пехоты.

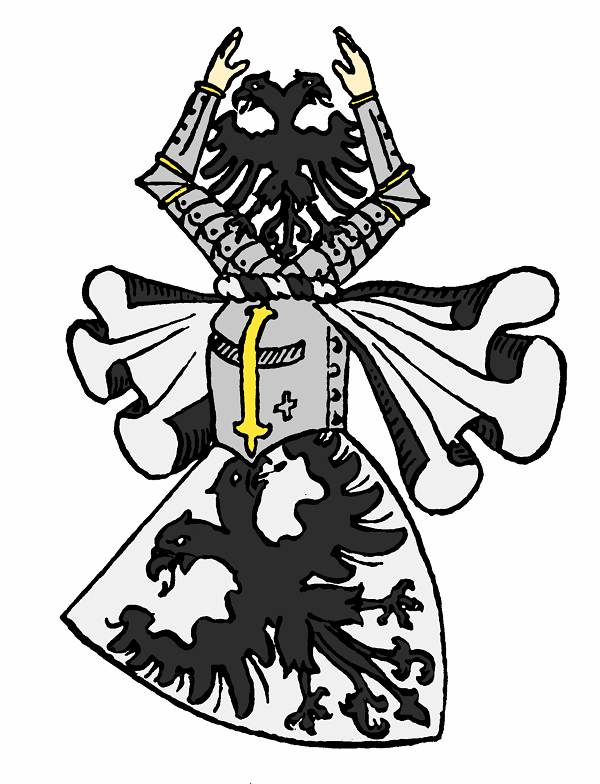
Герб фон Беловых из Мекленбурга
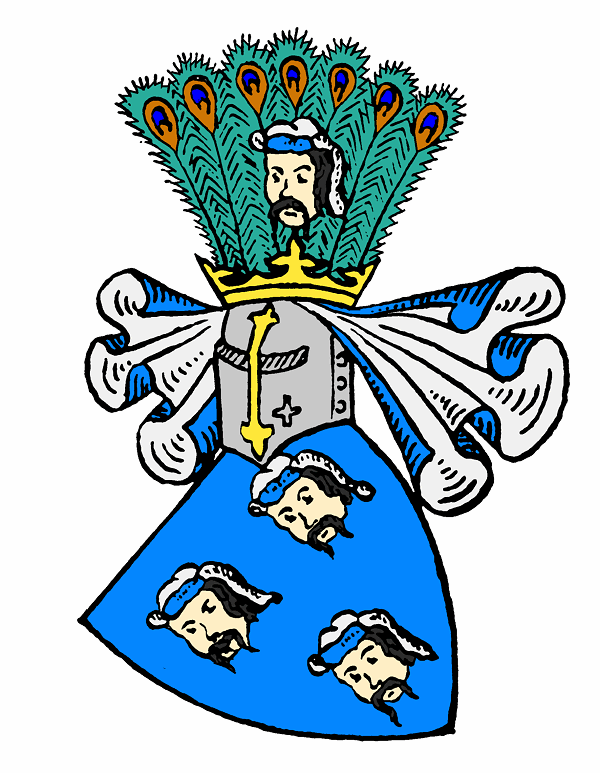
Герб фон Беловых из Померании